# 薄·辛巴克勒
薄·辛巴克勒（Bo Schembechler，1929-2006），是美国著名的橄榄球主教练，位列美国大学橄榄球的名人堂。他先后在迈阿密大学（牛津）和密歇根大学担任主教练，执教生涯记录为234胜65负8平，是赢球率最高的三大主教练之一。1969年起他率领密歇根大学发起了“十年战争”从而终结了Woody Hayes（伍迪·海耶斯）治下的俄亥俄州立大学对冠军的垄断，因此成为了NCAA历史上最有影响力的大学橄榄球主教练之一。

## 简介
薄·辛巴克勒是NCAA历史上的传奇主教练之一。他的运动员生涯在俄亥俄州的迈阿密大学牛津分校度过，而后在俄亥俄州立大学获得了硕士学位。然而作为主教练，他成名却是在俄亥俄州立大学七叶树队的死敌——密歇根大学狼獾队。在密歇根大学执教20年里，他以很高的获胜率而闻名。而在密歇根大学vs俄亥俄州立大学的七叶树狼獾德比里，他的球队更是表现不俗，多次从自己的老东家那里夺得胜利。最终，他以超过80%的胜率，和自己的老师及老对手Woody Hayes（伍迪·海耶斯，原俄亥俄州立大学主教练），以及Joe Paterno（乔·帕特诺，原宾夕法尼亚州立大学主教练）、Bear Bryant（贝尔·布莱恩特，原阿拉巴马大学主教练）和Bobby Bowden（鲍比·鲍登，原佛罗里达州立大学主教练）一起被称为NCAA历史上的五大名帅。

## 生平

### 早年经历
辛巴克勒出生于俄亥俄州阿克隆附近的小村巴贝尔顿，父亲是一位消防员。他原名叫格伦·爱德华·辛巴克勒，然而他年幼的妹妹在叫他“哥哥”（英文为brother）的时候发音不准，把他叫做“薄”（英文为bo），于是他就有了“薄”这个昵称，到后来成为了他的名字。他的父亲要参加考试以获得晋升机会。当时他父亲的战友偷出了一份考试答案，给大家分享，但是辛巴克勒的父亲坚决不看，最终成绩不如他人而落选。然而辛巴克勒从父亲的做法里学到了做人要正直，而这也为他后来严格的执教风格做好了铺垫。

### 球员生涯
辛巴克勒于1948年考入了俄亥俄州的迈阿密大学牛津分校（Miami University，Oxford），并且参加了学校的橄榄球队。他刻苦训练，很快得到了主教练希德·吉尔曼（Sid Gillman）的赏识，被提拔为主力截锋。一年以后，希德·吉尔曼离任，而接替他的是后来成名的伍迪·海耶斯（Woody Hayes）。海耶斯的战术风格更加适合辛巴克勒的技术特点，因此辛巴克勒在海耶斯的手下更是如鱼得水，很快在赛场上小有名气。海耶斯也对辛巴克勒很器重，经常私下里跟辛巴克勒交谈，而辛巴克勒也从海耶斯那里学会了很多管理球队的方法。谁也没想到的是，师生兼朋友的两个人，日后会带领两支互为世仇的传统劲旅在赛场上兵戎相见。

### 执教初期
1951年，海耶斯从迈阿密大学牛津分校辞职，前往同州的俄亥俄州立大学（Ohio State University）任教。同一年，辛巴克勒也从迈阿密大学牛津分校毕业。海耶斯立刻将爱将辛巴克勒招到了自己的麾下担任助理教练。当时的俄亥俄州立大学七叶树队正处于艰难的时候，因为在前一年著名的“雪球大战”中，他们在主场输给了死敌密歇根大学狼獾队，丢掉了冠军。然而在海耶斯的指导下，七叶树队触底反弹，在接下来的几年里战绩远超密歇根狼獾。辛巴克勒在海耶斯的麾下一边向这位老师学习，一边自己体会执教。
在俄亥俄州立大学任助理教练的同时，辛巴克勒也在这所名校读完了一个硕士学位。随后，当海耶斯的球队在NCAA的赛场上渐入佳境的时候，辛巴克勒决定告别恩师，去取得自己的成就。1954年，辛巴克勒在低级别联赛的长老会学院（Presbyterian College）担任助理教练，随后1955年又转到级别稍高的保林格林州立大学（Bowling Green State University）担任预备队教练。1956年，辛巴克勒加盟顶级联赛十大联盟（Big Ten）的西北大学（Northwestern University），担任西北大学野猫队的助理教练。在这些历练中，辛巴克勒成熟了许多，也逐渐有了名气。1958年，海耶斯将他召回了俄亥俄州立大学。接下来的五年里，他再次成为了海耶斯最信任的部下，而在海耶斯的麾下他又一次地受益匪浅。
1963年，辛巴克勒再次告别海耶斯。这一次他返回了母校迈阿密大学牛津分校，当上了迈阿密牛津红鹰队的主教练。这是他第一次担任主教练，然而他做得让所有人都服气。作为一级联赛中的小分区中美联盟（MAC）里的小球队，迈阿密红鹰队原本是默默无闻的，即使在海耶斯执教时期也并不十分闪光。然而在辛巴克勒执教的六年里，他给红鹰队打造了一条全国一流的进攻线。六年里，红鹰队一直处在联赛前三名，并且还两次拿下了联赛冠军。辛巴克勒的知名度快速提升。

### 执教密歇根大学
1969年，辛巴克勒离开了母校，前往了北方的密歇根大学（University of Michigan），担任传统劲旅密歇根大学狼獾队的主教练。而密歇根大学正是辛巴克勒的恩师海耶斯治下的俄亥俄州立大学的死敌，他们之间的比赛“七叶树狼獾德比”被称作是北美洲最火爆的德比战。从这一年起，辛巴克勒和海耶斯反目成仇，在赛场上兵戎相见。
辛巴克勒执教密歇根大学之前，俄亥俄州立大学在七叶树狼獾德比中已经取得了很长一段的连胜，可是在辛巴克勒前往密歇根之后，事情有了变化。在接下来的十年里，俄亥俄州立大学已经不能对密歇根大学拥有绝对的优势，双方形成了拉锯之势。不仅德比之战如此，在十大联盟联赛和NCAA系列碗赛里，这两所学校都大杀四方，几乎包揽了所有能拿到的冠军，而其他学校几乎毫无机会。辛巴克勒经常鼓励自己的球员，他说：“谁坚持下去，谁就是冠军。（Those who stay will be champions.)”这句话至今是密歇根大学狼獾队的名言之一。密歇根和俄亥俄州立这两所学校在辛巴克勒和海耶斯的竞争中，把他们所在的十大联盟推上了全国第一联赛的宝座。这十年间，两校的关系前所未有地水火不容，被两校的学生和球迷称作“十年战争”。
1978年，海耶斯因殴打对手的球员被俄亥俄州立大学开除，这对师生之间的十年战争告一段落。然而辛巴克勒在密歇根的执教并未结束。1982年，南方劲旅德克萨斯农工大学（Texas A&M University）邀请他执教，并且开出了当时最高的工资。然而辛巴克勒拒绝了，他说：“世界上有很多比金钱更重要的东西，所以我决定留在密歇根。”他继续担任密歇根大学的主教练直到1988年。他执教密歇根大学的20年间，拿到了13次十大联盟的联赛冠军，获得了将近200场比赛的胜利，成为了胜率最高的教练之一，而他因此得以位列NCAA的名人堂。虽然他未能取得全国冠军（这是他唯一不如老师海耶斯的一点），但是20年里有16年位列全国前25，而其中多半都是全国前10。

### 晚年和去世
1988年，辛巴克勒辞去了密歇根大学狼獾队主教练一职，开始担任密歇根大学运动团队的行政人员。辞职的原因是他被查出有心脏病，不再适合任教。1990年，他离开密歇根大学，成为了美国职业棒球联盟下属的底特律老虎（Detroit Tigers）的行政官员和主席。1992年他从老虎队退休。随后，他作为密歇根大学的精神领袖，经常在狼獾队进行重要比赛之前进行演讲，给自己的继任者们和他们的属下鼓励。
2006年11月，一年一度的七叶树狼獾德比在俄亥俄州立大学的主场举行。那一年的德比之战之前，密歇根大学的积分为全国第一，而俄亥俄州立大学为全国第二。这场比赛不仅决定冠军归属，更会关系到两校之间跨越三个世纪的荣誉和情感。在那之前的几天，辛巴克勒的心脏病复发。当时学校建议他不要随队出征，留在家里休息。然而在这场堪称世纪之战的比赛面前，辛巴克勒无法接受这个建议。他随队出征了。
2006年11月17日，比赛前夜，他照常出席新闻发布会，做他的赛前演说。可是这一次他并没有像往常一样，分析比赛进程，分析球员状态，提出自己的建议，为球队加油等。那一天他的演说的中心思想是如何在最困难的时候让球队保持团结。在演说中，他不断强调，希望球队要勇敢地面对一切，无论失去了什么。在演说的最后，他不断地重复着“团队，团队，团队”（The Team！The Team！The Team！），随后他匆匆离场。当时的听众并没有明白发生了什么，可是不久后，人们在休息室里发现，辛巴克勒已经去世，死因就是心脏病。
第二天，失去精神支柱的密歇根大学履行了辛巴克勒的遗言，两支球队进行了一场经典的对决，最终密歇根大学在艰难的情况下，只以3分之差惜败。2006年之后，每次密歇根大学对阵俄亥俄州立大学之前，球员和球迷们都会观看辛巴克勒的最后那场演说的录像，听他最后的”团队“的呼声，把他视作最好的激励。
2006年11月21日，密歇根大学全校为辛巴克勒送行。那天到场的除了全校的师生和辛巴克勒以前的属下，还有两万多名密歇根大学的球迷。到场的还包括辛巴克勒培养出来的另一名帅莱斯·米尔斯（Les Miles，路易斯安那州立大学主教练），他曾经的劲敌、俄亥俄州立大学的前任教练埃尔·布鲁斯（Earle Bruce）和约翰·库珀（John Copper）。很多NCAA橄榄球名校，包括密歇根的死敌俄亥俄州立大学，都为辛巴克勒默哀。时任俄亥俄州立大学主教练的吉姆·特雷塞尔（Jim Tressel）率领俄亥俄州立大学七叶树队的全体成员也参加了告别仪式。美国空军派出战斗机从仪式现场的上空飞过以示敬意。美国前总统杰拉尔德·鲁道夫·福特也计划到场，但是因为身体原因未能成行（福特总统于一个月后去世）。

## 成就
13次获得十大联盟冠军；
2次获得中美联盟冠军；
2次获得玫瑰碗比赛冠军；
1次获得圣日碗比赛冠军；

## 奖项
阿莫斯史塔德奖；
十大联盟年度教练（6次）；
MAC年度教练；
AFCA年度教练；
玫瑰碗名人堂；
NCAA大学橄榄球名人堂；